# Dolichotis patagonum patagonum
La mara patagónica (Dolichotis patagonum patagonum), también denominada comúnmente marra, liebre patagónica, liebre patagona, liebre criolla, liebre de las pampas, etc., es la subespecie típica de la especie de roedor cávido D. patagonum. Habita preferentemente en llanuras áridas y semiáridas de la parte austral del Cono Sur de Sudamérica. 

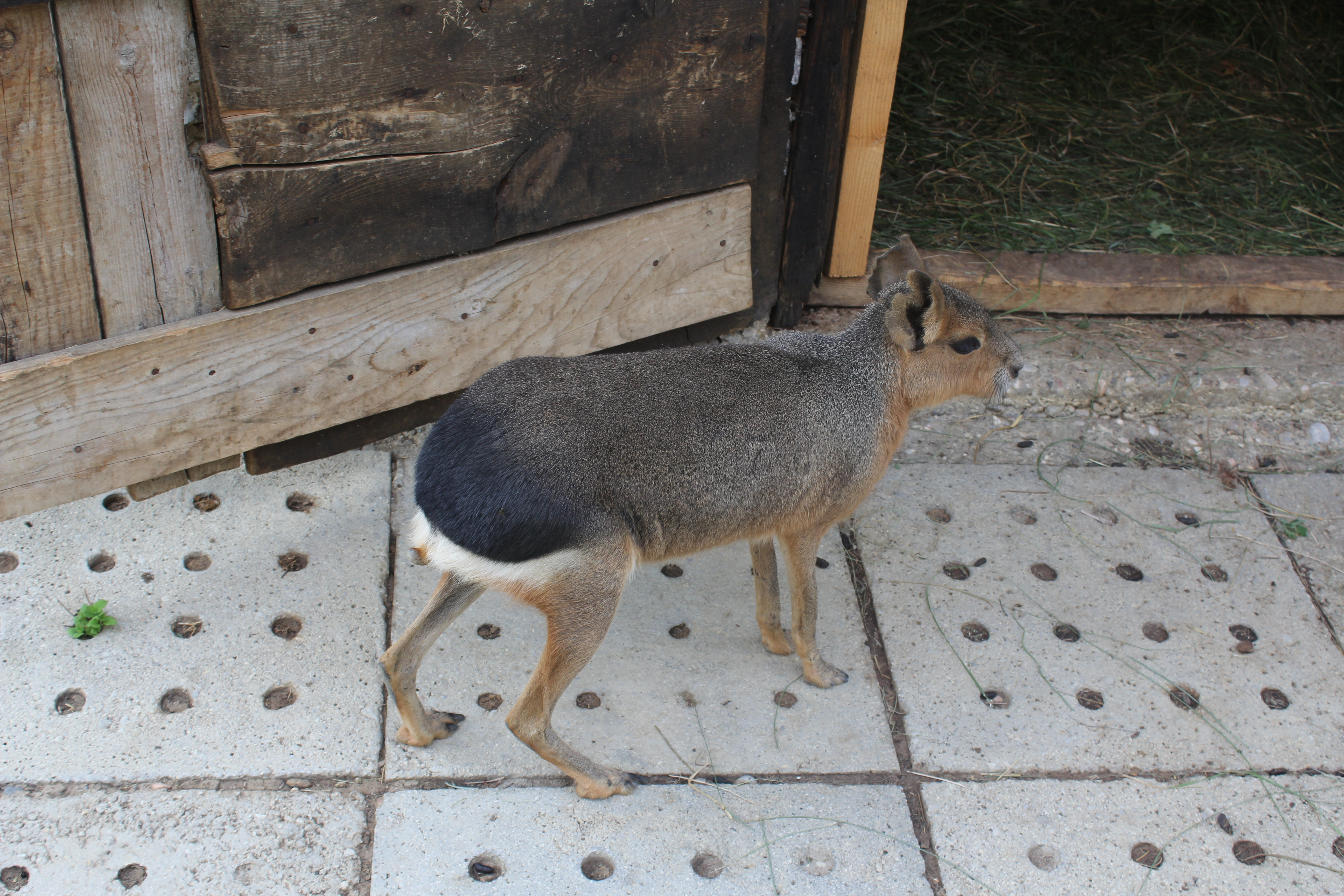

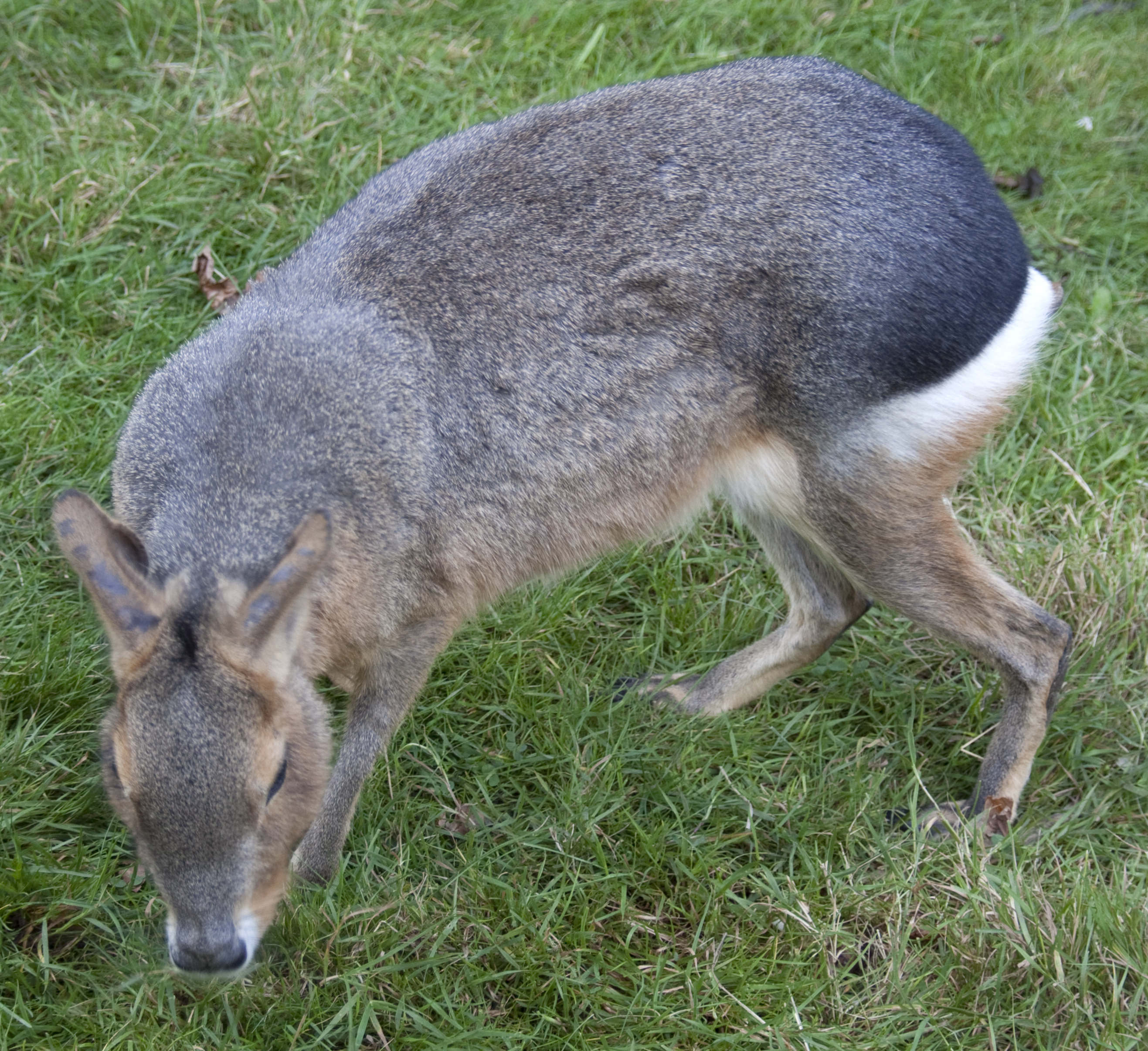

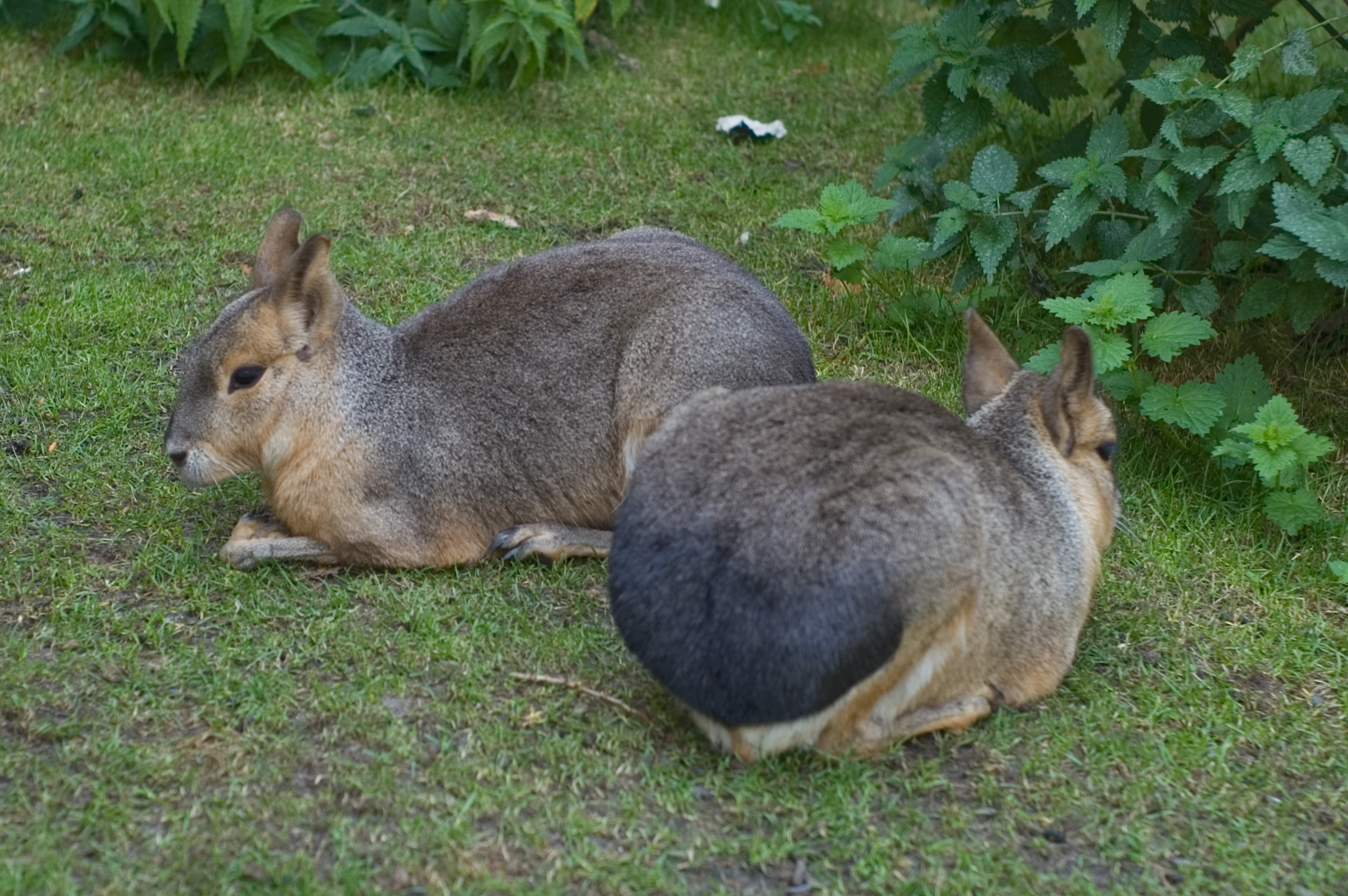

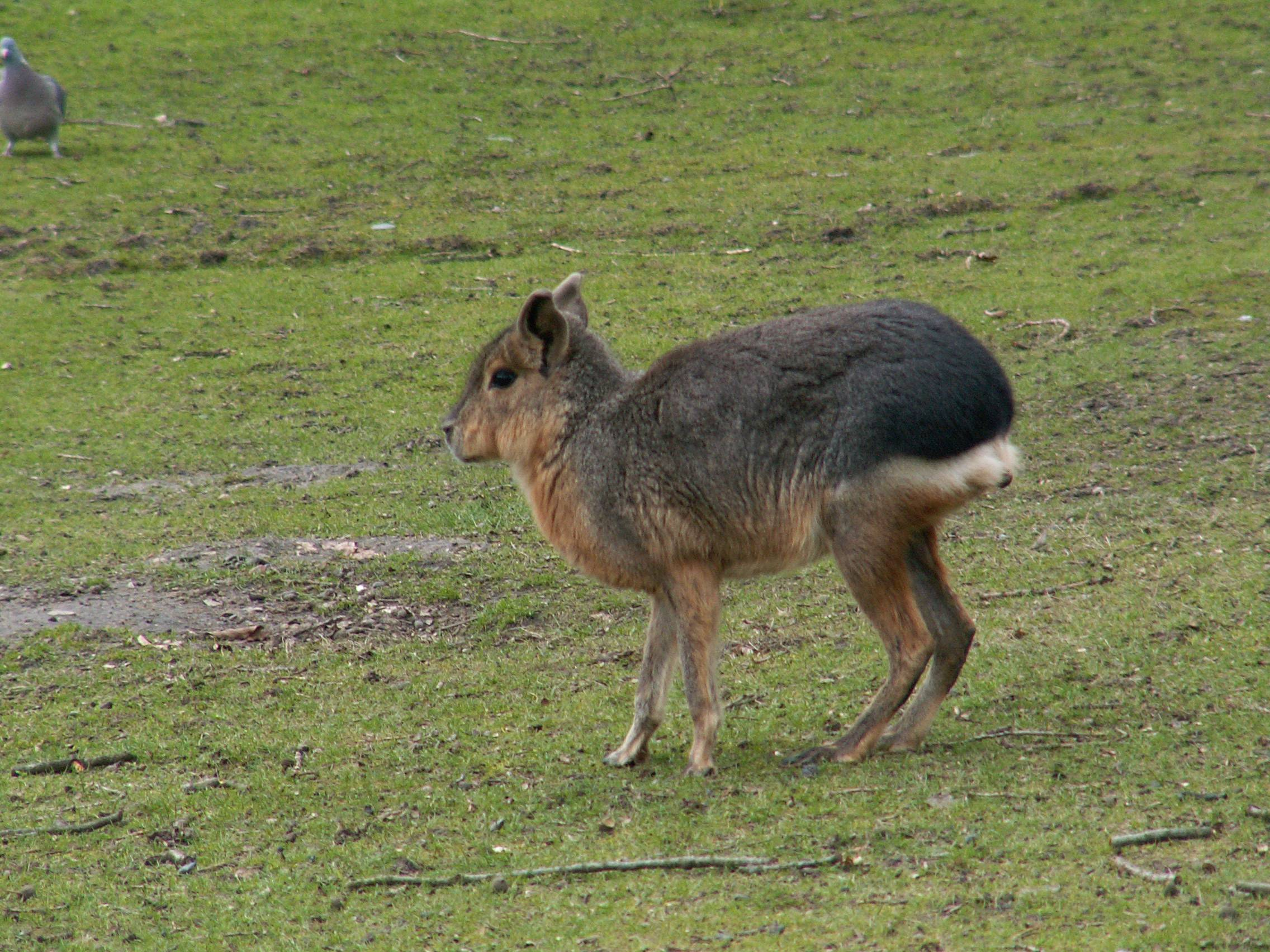

## Taxonomía
Descripción original
Este taxón fue creado por tautonimia absoluta al ser la subespecie típica de la especie Dolichotis patagonum, la cual fue descrita originalmente en el año 1780 por el zoólogo, geógrafo y filósofo alemán Eberhard August Wilhelm von Zimmermann, con el nombre científico de Cavia patagonum.
Holotipo y localidad tipo
No existe un ejemplar tipo para la especie y, por consiguiente, tampoco para su forma típica. La mara parece haber sido basada por primera vez sobre la escueta descripción que de este animal hizo el contraalmirante de la Marina Real británica Sir John Narborough, al encontrar “liebres” el capitán John Wood (otro marino inglés) en la zona de Sandy Bay, al sur de Puerto Deseado (su localidad tipo, cuya ubicación corresponde al nordeste de la provincia de Santa Cruz, Patagonia argentina), cuando permaneció allí desde febrero hasta septiembre del año 1670, como parte de su expedición a los mares del sur de América. En rigor, habría que considerar como tipo al dibujo que se realizó a un ejemplar que Narborough había llevado a Londres y que se conservaba embalsamado un siglo después, en el museo de Sir Ashten Lever (la Colección Leverian); dicha figura fue publicada por el naturalista y anticuario galés Thomas Pennant en el año 1793.
Etimología
Etimológicamente, el término genérico Dolichotis se construye con palabras en el idioma griego, en donde: dolichos significa ‘largo’ y ōt, ous, otos, es ‘orejas’. El epíteto específico (y el subespecífico) patagonum es un topónimo que refiere a la región donde este animal habita: la Patagonia argentina.

### Historia taxonómica
Desde que fue dada a conocer y hasta mediados del siglo XX, al taxón hoy reconocido como la subespecie típica de la mara le fue modificada numerosas veces su denominación científica, tanto genérica como específica y, por lo tanto, también subespecífica. Paralelamente, por sus hábitos y apariencia, también fue asociada a la liebre europea, inicialmente por los primeros navegantes que se toparon con este animal, luego por algunos hombres de ciencia y hoy día por los pobladores de las regiones con los cuales convive. Ya en su descubrimiento, los marinos ingleses John Narborough y John Wood la creyeron una especie de liebre. Casi un siglo después, otro marino inglés, John Byron, volvió a encontrarla en Puerto Deseado y a considerarla una liebre, indicando que tiene: “…la carne blanca y de un gusto muy agradable”. En el año 1781, el zoólogo Thomas Pennant advirtió que no se relacionaba a los lagomorfos (donde se incluye a liebres y conejos) sino al grupo de roedores que contiene a los cuises, apereás y agutíes, por lo que la llamó Patagonian Cavy (Cavia patachonica). 
En el año 1796, el español Félix de Azara realizó un viaje de reconocimiento a un área que hoy se corresponde con la provincia de Buenos Aires, donde observó numerosos ejemplares de lo que él llamó “liebre Patagona”, indicando: “He visto y cogido muchas entre los 35 y 36 grados, y se extiende por toda la tierra patagona”.
Hacia 1819, Anselme Gaëtan Desmarest, profesor de anatomía de la Escuela de Veterinaria de Alfort (Francia),  estudió 4 pieles de este roedor que provenían de Buenos Aires (a pesar de eso lo llamó “Liebre de Brasil”). Si bien coincidió en incluirlo en los cávidos, ante las diferencias observadas, concluyó en crearle un género propio: Dolichotis (Dolichotis patachonica). Este nombre genérico quedó como válido, por más que al poco tiempo su autor se arrepintió y la volvió a transferir, esta vez la ubicó en el mismo género que los agutíes: Dasyprocta (Dasyprocta patachonica), empleando el nombre común francés de agouti des Patagons (agutí de los patagones). En 1823, Charles des Moulins la transfiere al género Chloromys (Chloromys patagonicus), lo que no es tenido en cuenta por Heinrich Rudolf Schinz ni por John Edward Gray, los que la mantienen en Dasyprocta. En la década de 1830, René Primevère Lesson la transferirá primero al género Mara y luego cambiará su epíteto por el de magallanica (Mara magallanica); el cambio genérico fue desestimado, comenzando por Johann Andreas Wagner en 1844 (quien recuperó el olvidado Dolichotis de Desmarest) mas el epíteto específico propuesto fue continuado por algún autor, hasta el año 1929 en que lo utilizó por última vez Oldfield Thomas. En el año 1940, José Yepes cambia otra vez (al parecer, por error) su epíteto por el de australis, pero casi no fue imitado por otros autores, quedando ya estable la combinación de Dolichotis patagonum patagonum a partir del año 1941.

## Características
Posee un tamaño grande (con promedios de 7 a 8 kg), cabeza voluminosa y redondeada, ojos grandes, orejas bastante largas, cola muy corta, pelada, aunque oculta por los pelos de la grupa. La coloración presenta tonalidades que varían en extensión e intensidad entre los ejemplares. El pelaje del dorso —desde el hocico hasta la grupa— es grisáceo a pardo-grisáceo, con pelos entremezclados de color blanco, negro y agutí; en las partes inferiores es amarillento-acanelado, con tonos más canelas en el área desde la boca hasta el pecho —a veces también hasta las orejas—, así como en los lados del vientre y, en especial, en la parte trasera de la base de sus miembros posteriores; hacia la región abdominal, genital y anal pasa a blancuzco, al igual que en la parte interna de las patas, donde también puede tomar un tono ante, siendo ocre pálido en las caras externas y sombreadas de negruzco en los extremos y dedos. La densidad y longitud del pelaje disminuye mucho en los miembros. Sus patas son bastante largas —con tarsos bien desarrollados—, adaptadas para huir veloz a la carrera, en tanto que el galope es a saltos, como los lepóridos, aunque por apariencia y forma de correr tienen más aspecto de un pequeño ciervo o antílope que de un roedor. En caso de estar acorralada, como medio de defensa lanza hacia el rostro del amenazante un pequeño chorro de orina, pero esta no es corrosiva ni posee un olor repugnante, por lo que es un arma endeble, evolucionada para las disputas entre machos.
Es posible diferenciarla de la subespecie típica (Dolichotis patagonum centricola) por la coloración del pelaje. Según el descriptor de esta última, en la subespecie austral el color dorsal es de un tono menos claro y azulado, el leonado de las mejillas, los costados y los muslos es menos pálido, los pelos de las orejas son menos rubio rojizos, más negros, las garras son poco quilladas y comprimidas y, por último y principalmente, se distingue porque entre el color dorsal y la franja blanca se interpone un amplio sector muy oscuro, siendo decididamente negro junto al borde blanco —en fuerte contraste—; en la subespecie septentrional, el color dorsal no termina en un área negra, pasa el gris casi sin oscurecerse a encontrar el blanco de la franja horizontal.

## Costumbres
Este roedor tiene dieta estrictamente herbívora, consumiendo hojas, flores, semillas y frutos. Es un animal monógamo pero de hábitos sociales que vive en colonias estructuradas con jerarquías. Se alimenta en superficie y busca refugio en cuevas. En reposo, se sienta de la forma en que lo hace un perro, o se echan apoyando el pecho en el piso, con los miembros anteriores extendidos hacia adelante y los posteriores hacia un lado. Ante el peligro, no dudan en huir a la carrera, estimándose en que se trata tal vez de los roedores vivientes más veloces, si bien, con la energía apenas suficiente para alcanzar sus cuevas, ya que pronto se cansan. No hiberna, manteniendo todo el año una actividad diurna o crepuscular.
Pare una camada de entre 1 y 3 crías (excepcionalmente hasta 4), las que ya nacen con los ojos abiertos y pelaje denso; a las pocas horas pueden correr y tomar alimentos sólidos, aunque son amamantadas durante varias semanas. En cada colonia, las crías de varias parejas (hasta de 29 madres) son mantenidas todas juntas en una misma cueva, sin embargo, al momento de amamantar, cada pequeño lo hace con su madre correspondiente.
Las crías son presas de mamíferos carnívoros —como mustélidos, zorros grises y felinos en general— así como por aves de presa,
(como el aguilucho común y el águila coronada), mientras que los adultos son cazados, entre otros, por el zorro colorado (Lycalopex culpaeus), el puma (Puma concolor), la boa de las vizcacheras (Boa constrictor occidentalis) y antiguamente también el yaguareté (Panthera onca).

## Distribución y hábitat
La subespecie Dolichotis patagonum patagonum es endémica del centro y sur de la Argentina. Se distribuye en las ecorregiones terrestres monte de llanuras y mesetas, pampas semiáridas, estepa patagónica y el sector occidental del espinal.
Jurisdiccionalmente, presentarían poblaciones de esta subespecie las provincias argentinas de: Mendoza, San Luis, Córdoba, Buenos Aires, La Pampa, Neuquén, Río Negro, Chubut y Santa Cruz.
Posiblemente podría alcanzar por el norte la parte austral de San Juan, si bien en la franja septentrional de su distribución se encuentra el área en que contacta e intergrada con la forma norteña: Dolichotis patagonum centricola.
Vive bajo climas templados o templado-fríos, en especial en paisajes abiertos, con gramíneas bajas, suelo desnudo, arbustos, matorrales y árboles espinosos dispersos, en regiones áridas, semiáridas o subhúmedas. Prefieren lugares planos con vegetación raleada, lo que permite una buena visibilidad a distancia de cualquier peligro, por lo que en zonas más húmedas el ganado vacuno puede operar en su favor, al disminuir la cobertura de la vegetación, si bien compite por el mismo alimento.

## Relaciones con el hombre y conservación
Este animal es capturado por el ser humano, no solo como pieza de caza deportiva, también para hacer uso de su cuero y de su carne, aunque esta última no es comercializada, tal vez por las características a las que apuntó Charles Darwin: “una vez cocida, es muy blanca, sin embargo, es sosa y seca”. Su piel es utilizada para la confección de guantes, ya que el pelo es caedizo.
Las etnias originarias la consideraban un elemento destacado de su dieta, así como también para utilizar su cuero en la confección de quillangos.
En la provincia de Buenos Aires es donde se hace más visible la disminución areal que ha sufrido esta subespecie, la cual tiene sus últimas poblaciones bonaerenses en algunos sectores de sus municipios australes al sur de la latitud de Bahía Blanca, en especial en el partido de Patagones, donde ya la había encontrado en las primeras décadas del siglo XIX el naturalista francés Alcide d'Orbigny (en las cercanías de la bahía San Blas). Sin embargo, restos fósiles de este taxón fueron exhumados en gran parte de la provincia, inclusive en localidades del nordeste y norte, por ejemplo en el partido de Luján, y en la ciudad de Ramallo, así como hacia el naciente, en el sitio arqueológico Cueva Tixi, sierra La Vigilancia (sistema serrano de Tandilia oriental) y en el sitio Paso Otero 4 (partido de Necochea).
Sobre la base de ejemplares colectados y registros de viajeros, se conoce que esta forma habitó en el siglo XIX mucho más al norte. Por ejemplo,  
Charles Darwin dice que en esa dirección este animal “se extiende hasta la sierra de Tapalguen” (37º30’S) donde la llanura se hace más húmeda y verde”. Por su parte, Robert Crawford la indica hasta el partido de Lincoln a la latitud de Junín (34º35’S). También fueron encontrados sus restos entre los animales convivientes con los habitantes de los fuertes Blanca Grande y Lavalle Sur (ubicados de la actual ciudad de Olavarría a 65 km al noroeste y 70 km al oeste, respectivamente). Inclusive, hasta la primera mitad del siglo XX, vivió en zonas en plena estepa pampeana del centro-sur provincial, en especial en localidades al norte del sistema de Ventania y en la parte occidental de las pampa interserrana, como D'Orbigny (Coronel Suárez) y Paragüil (Laprida).
Otra de las áreas donde esta forma ha sufrido retracción en su distribución en tiempos recientes es en buena parte de la Patagonia. Si bien algunas publicaciones extienden su geonemia por el sur hasta el río Santa Cruz, o la cuenca de dicho curso fluvial, en un informe del año 2017 en el cual se elaboró un listado integral de la mastofauna de los territorios que recorre dicho río, no fue listada la mara, a pesar de que para la obtención de información se aplicó metodología múltiple, al sumar prospecciones en terreno, entrevistas a pobladores de las estancias de la zona y compulsa de datos históricos reunidos en la información bibliográfica. El registro —ya histórico— más austral corresponde a un ejemplar cazado por J. B. Hatcher el 10 de febrero de 1899, durante una expedición paleontológica de la Universidad de Princeton, en un paraje junto a la desembocadura del río Chico (50° de latitud Sur), en el mismo estuario en el cual concluye el río Santa Cruz. Estas poblaciones más australes, que habitaban en las áreas climáticamente menos inclementes cercanas a la costa, parecen haberse perdido en las primeras décadas del siglo XX, indicándose ya hacia el año 1953 como límite sur el área entre Puerto Deseado y Puerto San Julián.
Todavía no se ha desarrollado una categorización de conservación limitada solo a esta subespecie, por lo que, hasta tanto se indague su particular nivel de amenaza, le corresponde las adjudicadas a la especie en su totalidad. Para la Argentina (donde la especie es endémica) su categoría es “Vulnerable (VU)”; a nivel internacional era de “Riesgo bajo, Preocupación menor” (LC), pero ha sido elevada a “Casi amenazada” (NT).
La provincia de Mendoza la declaró monumento natural provincial por la ley n.º 6599 del 12 de mayo de 1998, con texto ordenado al 18 de diciembre de 2002.
Se han postulado diversas causas para explicar la retracción de su distribución geográfica y la disminución poblacional en general. 
La caza por pobladores locales para servir de fuente de alimento no ha cesado; por razones sociales (al ser mayormente del tipo de subsistencia), no ha sido atacada por las políticas de manejo de fauna de nivel nacional o provincial. Los perros domésticos de los puesteros suelen ser otro factor subestimado de presión predatoria directa.
Otro factor negativo es la pérdida o degradación de la calidad del hábitat causadas por el desmonte intensivo para aprovechamiento de madera o leña y para destinar nuevas superficies al pastoreo de ganado o a campos de cultivos, como parte del fenómeno de la ampliación de la frontera agropecuaria. Este animal tímido y huidizo no se adapta a las intervenciones antrópicas de su ambiente, migrando a áreas menos alteradas y tranquilas. Además del daño directo, representado en la pérdida de territorios aptos, puede actuar como “trampa ecológica” al concentrar la presión de caza en los núcleos remanentes, provocando extinciones locales y desconectando el flujo genético entre las distintas poblaciones, al aislarlas entre sí.
La exitosa introducción de la liebre europea (Lepus europaeus) hace más de un siglo, y la enorme multiplicación y desarrollo territorial que ha alcanzado,  produjo un solapamiento del nicho tróﬁco con la totalidad de las poblaciones de maras.
La explotación mediante ganadería extensiva de la mayor parte de los arbustales en donde la subespecie todavía mantiene efectivos remanentes, produce nuevos actores en la disputa por el alimento, disminuyendo así la aptitud del hábitat para sostener a poblaciones viables en el tiempo de este roedor.
Los dos factores anteriores causan otro factor de riesgo: la transmisión de enfermedades por parte de los animales introducidos; la toxoplasmosis por las liebres y la paratuberculosis por las ovejas.
Todas estas amenazas coadyubadas, estarían operando en sinergia para hacer que potencialmente se incremente su tasa de disminución.
Esta subespecie ha demostrado adaptarse muy bien a la reproducción en cautividad o en semilibertad, por lo cual es frecuente su mantenimiento en algunos parques zoológicos fuera de jaulas o recintos, con marcados incrementos poblacionales, lo que podría ser un factor de utilidad para que la subespecie sea restablecida en zonas donde se ha extinguido y que han reducido o eliminado los factores perniciosos que incidían sobre este roedor.